# Superpohár UEFA 2013
Superpohár UEFA 2013 byl 38. ročník jednozápasové soutěže zvané Superpohár UEFA, pořádané evropskou fotbalovou asociací UEFA. Zápas se odehrál 30. srpna 2013 na stadionu Eden Aréna v hlavním městě České republiky – v Praze. Účastníky byli vítěz Ligy mistrů UEFA 2012/13 – německý FC Bayern Mnichov, a vítěz Evropské ligy UEFA 2012/13 – londýnský klub Chelsea FC. Vítězem se stal FC Bayern Mnichov, který porazil Chelsea až v penaltovém rozstřelu poměrem 5:4.

## Místo konání
Superpohár UEFA 2013 se odehrál na stadionu Eden Aréna v Praze. Stadion má kapacitu 21 000 diváků a byl otevřen v květnu roku 2008. Je to poprvé, co se Superpohár UEFA hraje od zavedení jednozápasového formátu v roce 1998 jinde než v Monaku. Předešlých 15 ročníků se uskutečnilo na monackém stadionu Stade Louis II. Eden Aréna prošla před zápasem rekonstrukcí, vyměnil se kompletně trávník, instalovalo se silnější osvětlení (kvůli požadavkům televizních společností) a úpravy se týkaly i prostor pro zástupce médií, kvůli čemuž se snížila kapacita na cca 17 000 míst.

## Zajímavosti
- Chelsea FC byla 10 dní držitelem titulu z Ligy mistrů a zároveň z Evropské ligy, neboť finále Ligy mistrů mezi Bayernem Mnichov a Borussií Dortmund se hrálo později než finále Evropské ligy mezi Chelsea a Benfikou Lisabon.[6] Než byl korunován nový vítěz LM, Chelsea držela trofej Ligy mistrů z ročníku 2011/12 a čerstvě z Evropské ligy 2012/13.
- V Superpoháru vedli své týmy jejich noví trenéři, kteří stáli proti sobě ve španělské La Lize. José Mourinho převzal Chelsea po angažmá v Realu Madrid a Pep Guardiola jakožto nový trenér Bayernu v minulosti vedl největšího rivala královského klubu z Madridu, tým FC Barcelona.[7][8]
- Oba kluby, Bayern a Chelsea, na sebe narazily ve finále Ligy mistrů 2011/12, zápas se rozhodl až v penaltovém rozstřelu, který skončil poměrem 4:3 pro Chelsea.[9]

## Týmy
| Tým            | Kvalifikace                      | Předchozí účast (tučně vítězné roky) |
| -------------- | -------------------------------- | ------------------------------------ |
| Bayern Mnichov | vítěz Ligy mistrů UEFA 2012/13   | 1975, 1976, 2001                     |
| Chelsea FC     | vítěz Evropské ligy UEFA 2012/13 | 1998, 2012                           |

## Pravidla
- Pokud by zápas skončil nerozhodným výsledkem v normální hrací době, následovalo by 30 minut prodloužení. Pokud by i poté nebylo rozhodnuto, následoval by penaltový rozstřel. Každému týmu je povoleno 7 náhradníků na lavičce a 3 střídání během utkání.[10]

## Statistiky zápasu
| 30. srpna 2013 20:45 SELČ  |        |                      |                                                           |
| Bayern Mnichov             | 2 : 2  | Chelsea FC           | Eden Aréna, Praha diváci: 17 686 rozhodčí: Jonas Eriksson |
| Ribéry 47' Martínez 120+1' | Report | Torres 8' Hazard 93' | Eden Aréna, Praha diváci: 17 686 rozhodčí: Jonas Eriksson |

|                                 |       | Penaltový rozstřel             |  |
| Alaba Kroos Lahm Ribéry Shaqiri | 5 : 4 | Luiz Oscar Lampard Cole Lukaku |  |

| Bayern | Chelsea |

| GK            | 1  | Manuel Neuer      |     |     |
| RB            | 13 | Rafinha           |     | 56' |
| CB            | 17 | Jérôme Boateng    | 84' |     |
| CB            | 4  | Dante             |     |     |
| LB            | 27 | David Alaba       |     |     |
| DM            | 21 | Philipp Lahm      |     |     |
| CM            | 39 | Toni Kroos        |     |     |
| RW            | 10 | Arjen Robben      |     | 95' |
| AM            | 25 | Thomas Müller     |     | 71' |
| LW            | 7  | Franck Ribéry     | 23' |     |
| CF            | 9  | Mario Mandžukić   |     |     |
| Náhradníci:   |    |                   |     |     |
| GK            | 22 | Tom Starke        |     |     |
| DF            | 5  | Daniel Van Buyten |     |     |
| DF            | 26 | Diego Contento    |     |     |
| MF            | 8  | Javi Martínez     |     | 56' |
| MF            | 19 | Mario Götze       |     | 71' |
| MF            | 11 | Xherdan Shaqiri   |     | 95' |
| FW            | 14 | Claudio Pizarro   |     |     |
| Trenér:       |    |                   |     |     |
| Pep Guardiola |    |                   |     |     |

| GK            | 1  | Petr Čech          |          |      |
| RB            | 2  | Branislav Ivanović | 120'     |      |
| CB            | 24 | Gary Cahill        | 41'      |      |
| CB            | 4  | David Luiz         | 66'      |      |
| LB            | 3  | Ashley Cole        | 118'     |      |
| CM            | 8  | Frank Lampard      |          |      |
| CM            | 7  | Ramires            | 64', 85' |      |
| RM            | 14 | André Schürrle     |          | 87'  |
| AM            | 11 | Oscar              |          |      |
| LM            | 17 | Eden Hazard        |          | 113' |
| CF            | 9  | Fernando Torres    | 90'      | 98'  |
| Náhradníci:   |    |                    |          |      |
| GK            | 23 | Mark Schwarzer     |          |      |
| DF            | 26 | John Terry         |          | 113' |
| DF            | 28 | César Azpilicueta  |          |      |
| MF            | 5  | Michael Essien     |          |      |
| MF            | 12 | John Obi Mikel     |          | 87'  |
| MF            | 10 | Juan Manuel Mata   |          |      |
| FW            | 18 | Romelu Lukaku      | 99'      | 98'  |
| Trenér:       |    |                    |          |      |
| José Mourinho |    |                    |          |      |

| Asistenti rozhodčího: Mathias Klasenius Daniel Wärnmark Čtvrtý rozhodčí: Stefan Wittberg Brankoví rozhodčí: Stefan Johannesson Markus Strömbergsson | Pravidla - 90 minut řádné hrací doby. - 30 minut prodloužení (resp. 2×15 min.), pokud je stav po odehrání řádné hrací doby nerozhodný. - Penaltový rozstřel, pokud je stav vyrovnaný i po prodloužení. - 7 povolených náhradníků na lavičce každého týmu. - Maximálně 3 střídání hráčů pro každé mužstvo. |

## Statistiky
|                 | Bayern | Chelsea |
| --------------- | ------ | ------- |
| Vstřelené góly  | 0      | 1       |
| Počet střel     | 8      | 4       |
| Střely na bránu | 4      | 1       |
| Chycené střely  | 0      | 4       |
| Držení míče     | 62%    | 38%     |
| Rohové kopy     | 2      | 2       |
| Fauly           | 6      | 10      |
| Ofsajdy         | 1      | 1       |
| Žluté karty     | 1      | 1       |
| Červené karty   | 0      | 0       |

|                 | Bayern | Chelsea |
| --------------- | ------ | ------- |
| Vstřelené góly  | 1      | 0       |
| Počet střel     | 12     | 9       |
| Střely na bránu | 6      | 7       |
| Chycené střely  | 7      | 5       |
| Držení míče     | 64%    | 36%     |
| Rohové kopy     | 4      | 3       |
| Fauly           | 10     | 10      |
| Ofsajdy         | 0      | 2       |
| Žluté karty     | 1      | 4       |
| Červené karty   | 0      | 1       |

|                 | Bayern | Chelsea |
| --------------- | ------ | ------- |
| Vstřelené góly  | 1      | 1       |
| Počet střel     | 17     | 1       |
| Střely na bránu | 9      | 1       |
| Chycené střely  | 0      | 8       |
| Držení míče     | 69%    | 31%     |
| Rohové kopy     | 9      | 0       |
| Fauly           | 2      | 3       |
| Ofsajdy         | 0      | 1       |
| Žluté karty     | 0      | 3       |
| Červené karty   | 0      | 0       |

|                 | Bayern | Chelsea |
| --------------- | ------ | ------- |
| Vstřelené góly  | 2      | 2       |
| Počet střel     | 37     | 14      |
| Střely na bránu | 19     | 9       |
| Chycené střely  | 7      | 17      |
| Držení míče     | 64%    | 36%     |
| Rohové kopy     | 15     | 5       |
| Fauly           | 18     | 23      |
| Ofsajdy         | 1      | 4       |
| Žluté karty     | 2      | 8       |
| Červené karty   | 0      | 1       |